# Katja Dofel
Katja Dofel (* 7. Juli 1971 in München; † 3. August 2023 in Frankfurt am Main) war eine deutsche Journalistin und Fernseh-Moderatorin. Sie moderierte über viele Jahre vom Parkett der Börse in Frankfurt und prägte hier die Börsenberichterstattung bei n-tv.

## Werdegang
Nach dem Abitur studierte Katja Dofel ab 1990 an der Ludwig-Maximilians-Universität in München die Fächer Politik, Volkswirtschaft und Literaturwissenschaften mit einem Auslandsjahr 1993 an der University of Edinburgh in Schottland. Ihr Studium schloss sie mit dem Magister Artium ab. Nach einem Zwischenstopp als freie Journalistin für Finanzen bei der Süddeutschen Zeitung wechselte sie bereits 1997 als Börsenmoderatorin nach New York und arbeitete als erste Mitarbeiterin bei Markus Koch in dessen Unternehmen Wall Street Correspondents. Sie berichtete u. a. für n-tv und verschiedene Radiosender über die Börse in New York. 1999 kehrte sie nach Deutschland zurück und arbeitete zunächst für die Financial Times Deutschland als Börsenredakteurin, wechselte allerdings bald zu n-tv und berichtete für den Sender von der Börse Frankfurt (Telebörse). Bereits 2001 wurde sie hier Büroleiterin des Börsenstudios von ntv in Frankfurt. Parallel zu ihrer beruflichen Tätigkeit absolvierte sie zwischen 2003 und 2004 ein Aufbaustudium der Betriebswirtschaft an der Fernuniversität in Hagen. Ab 2016 war Frau Dofel im Bereich Wirtschaftspädagogik der Johann Wolfgang Goethe-Universität Frankfurt am Main an einem Projekt zum Thema Finanzwissen beteiligt und nahm seit 2018 einen Lehrauftrag für Aktienmanagement und Aktienanalyse an der Hochschule für Wirtschaft und Umwelt Nürtingen-Geislingen wahr. Ende 2022 wechselte sie zum Kölner Unternehmen Flossbach von Storch.
Katja Dofel starb am 3. August 2023 im Alter von 52 Jahren nach schwerer Krankheit.